# Шевяков, Григорий Иванович
Григо́рий Ива́нович Шевяко́в (12 ноября 1911, Богово, Тульская губерния — 13 января 1986, Россь, Гродненская область) — советский хозяйственный, государственный и политический деятель, Герой Социалистического Труда.

## Биография
Родился 12 ноября 1911 года в селе Богово Тульской губернии. 
Окончил школу в родном селе, затем работал там же школьным учителем.
Окончил Московский зооветеринарный институт. После окончания института работал старшим ветеринарным врачом Ерахтурского района Рязанской области, ветеринарным врачом Московской областной ветеринарно-бактериологической лаборатории.
Участник Великой Отечественной войны, начальник хирургического отделения фронтового ветеринарного лазарета № 258, старший ветеринарный врач совхоза «Россь», директор совхоза «Россь» Волковысского района Гродненской области Белорусской ССР.
Указом Президиума Верховного Совета СССР от 18 января 1958 года присвоено звание Героя Социалистического Труда с вручением ордена Ленина и золотой медали «Серп и Молот».
Член КПСС. Избирался депутатом Верховного Совета Белорусской ССР 5-го созыва. Делегат XXII съезда КПСС.
Умер в 1986 году.